# Alice McNamara
Alice McNamara (22 de febrero de 1986) es una deportista australiana que compitió en remo. Ganó dos medallas de oro en el Campeonato Mundial de Remo, en los años 2007 y 2008.

## Palmarés internacional
| Campeonato Mundial | Campeonato Mundial   | Campeonato Mundial | Campeonato Mundial  |
| Año                | Lugar                | Medalla            | Prueba              |
| ------------------ | -------------------- | ------------------ | ------------------- |
| 2007               | Múnich (Alemania)    | Medalla de oro     | Cuatro scull ligero |
| 2008               | Ottensheim (Austria) | Medalla de oro     | Cuatro scull ligero |